# Ecleora powelli
Ecleora powelli là một loài bướm đêm trong họ Geometridae.